# Robert Le Coat de Kerveguen
Pour les autres membres de la famille, voir Famille Le Coat de Kerveguen.
Robert Le Coat de Kerveguen est un grand propriétaire terrien et industriel français né le 16 septembre 1875 à Paris 8e et mort le 26 avril 1934 dans la même ville. 

## Biographie
Petit-fils de Gabriel Le Coat de Kerveguen, richissime planteur et esclavagiste de La Réunion au XIXe siècle, il est membre de la puissante famille Le Coat de  Kerveguen, dont il devient le principal héritier au tournant du XXe siècle. Gérant une immense fortune, il est, par exemple, le premier à importer une automobile dans la colonie dans les années 1900.
Ce dernier créera en 1902 la société en commandite Robert Le Coat de Kerveguen & Cie, achètera l’usine du Gol en 1905, et fondera en 1908 le puissant Syndicat des Fabricants de Sucre.

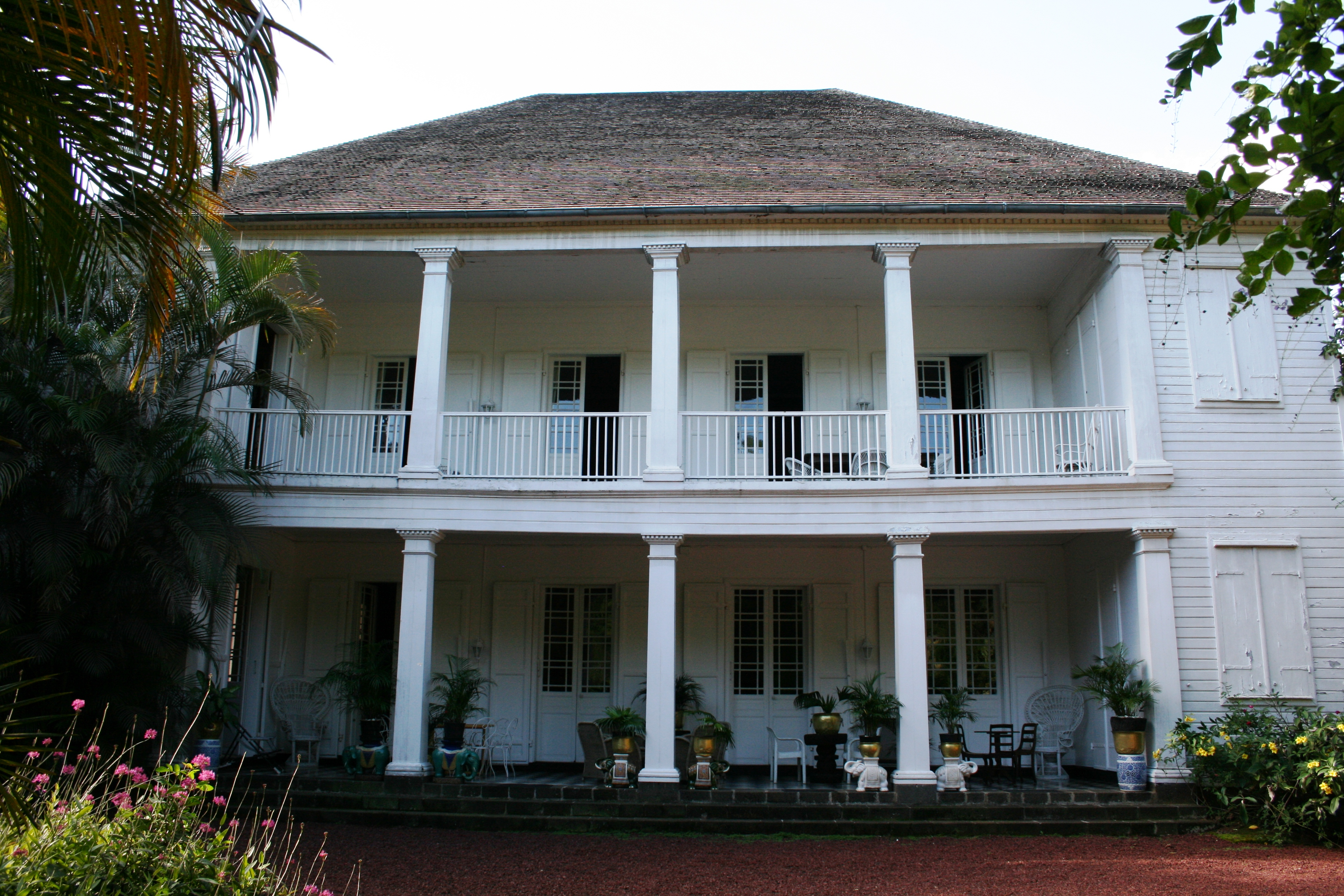
Maison Bel-Air au Tampon.

En 1908, il fait construire la maison Bel-Air pour sa maîtresse, une actrice parisienne qu’il avait emmenée avec lui sur l’île, tandis que son épouse habite le château Lauratet.